# Римський музей (Ньйон)
Римський музей (фр. Musée Romain) — археологічний музей, розташований у місті Ньйон (Швейцарія). Його назва посилається на археологічну культуру Римської імперії.

## Експозиція
Експозиція музею містить археологічні знахідки римської доби в околицях Ньйону, відповідні діарами та експонати, що ілюструють життя тих часів.

## Галерея

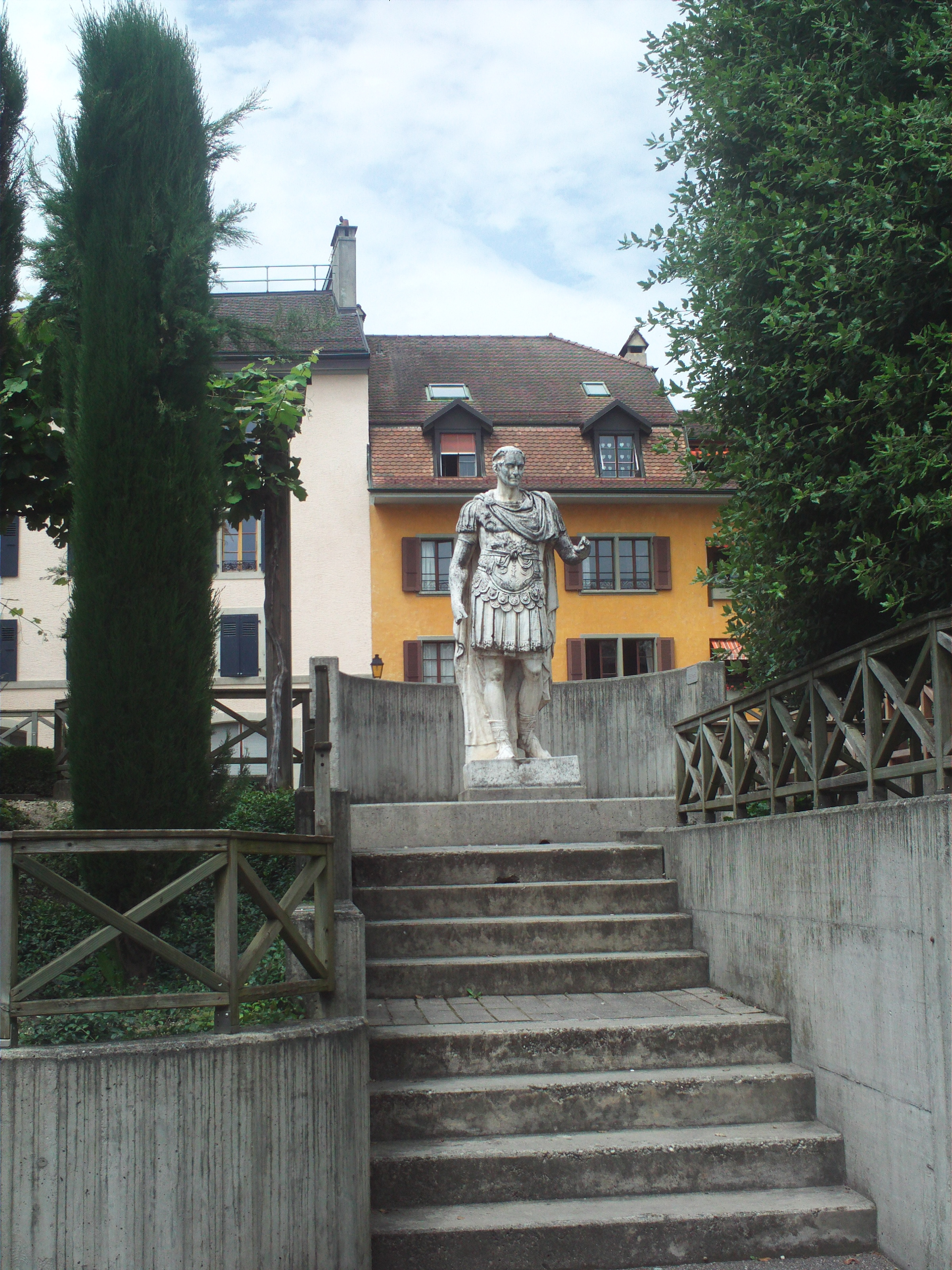
Статуя Юлія Цезаря поряд з Римським музеєм
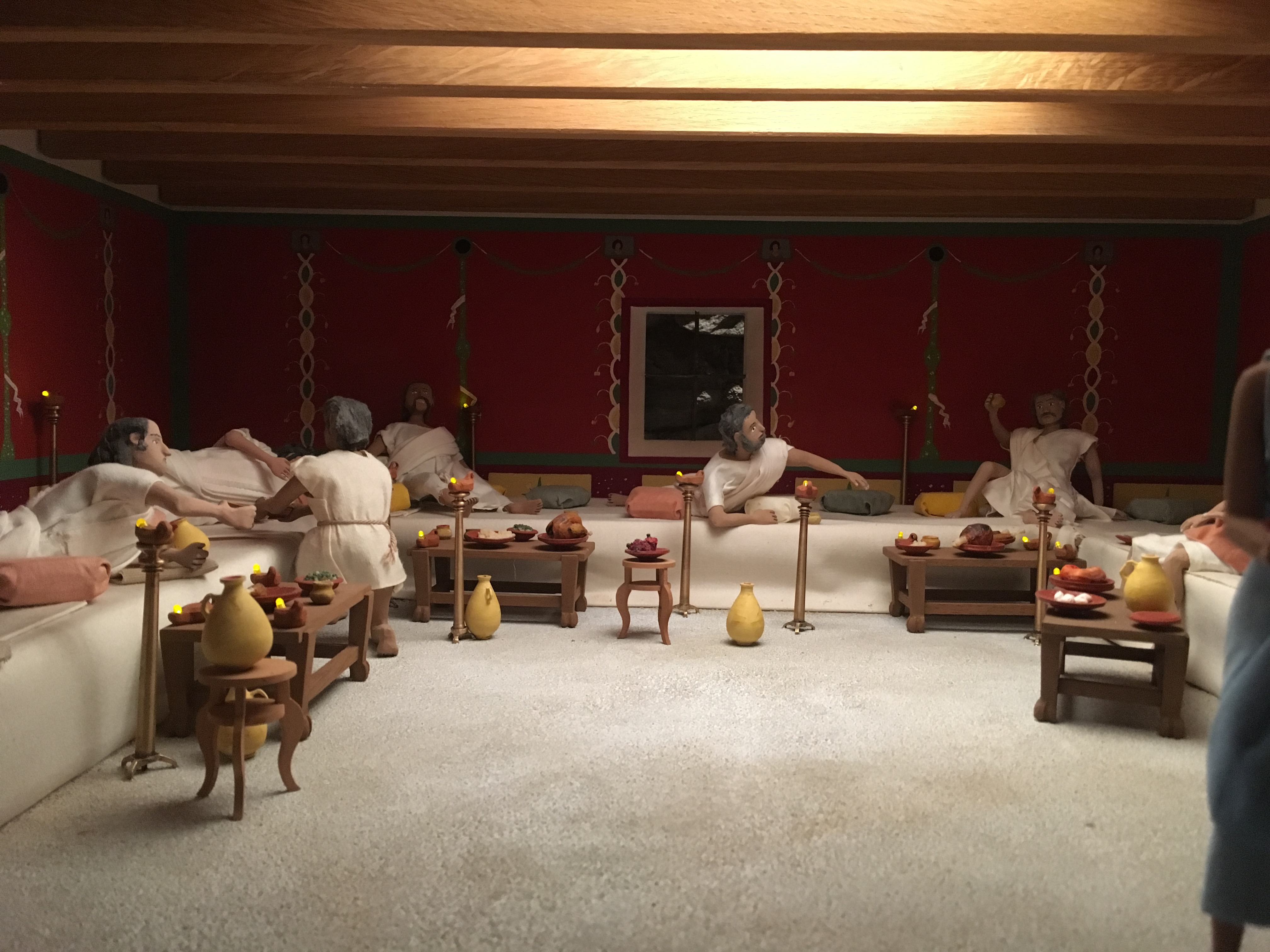
Одна з експозицій Римського музею
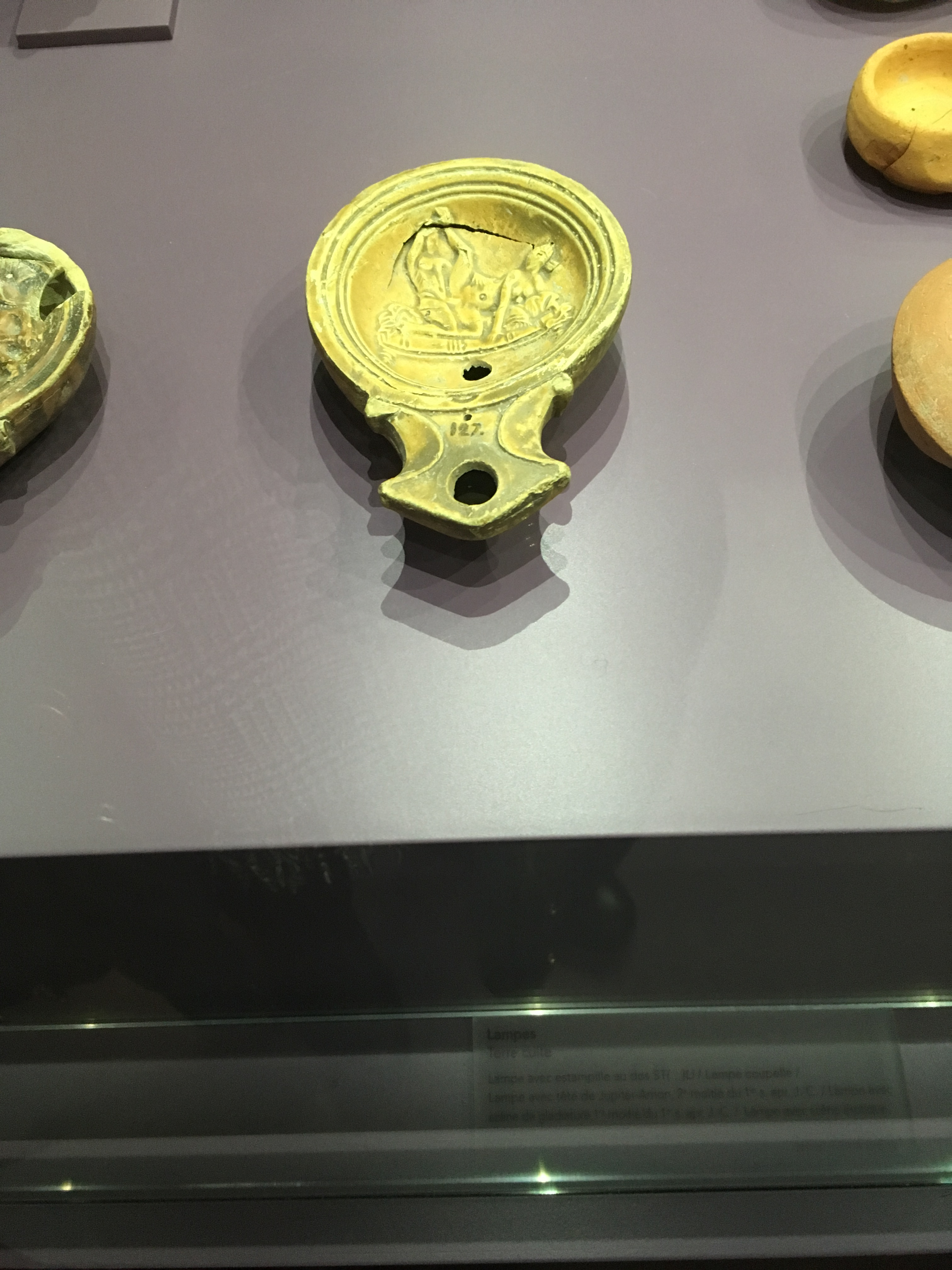
Римська лампада з числа тих, що експонуються в музеї
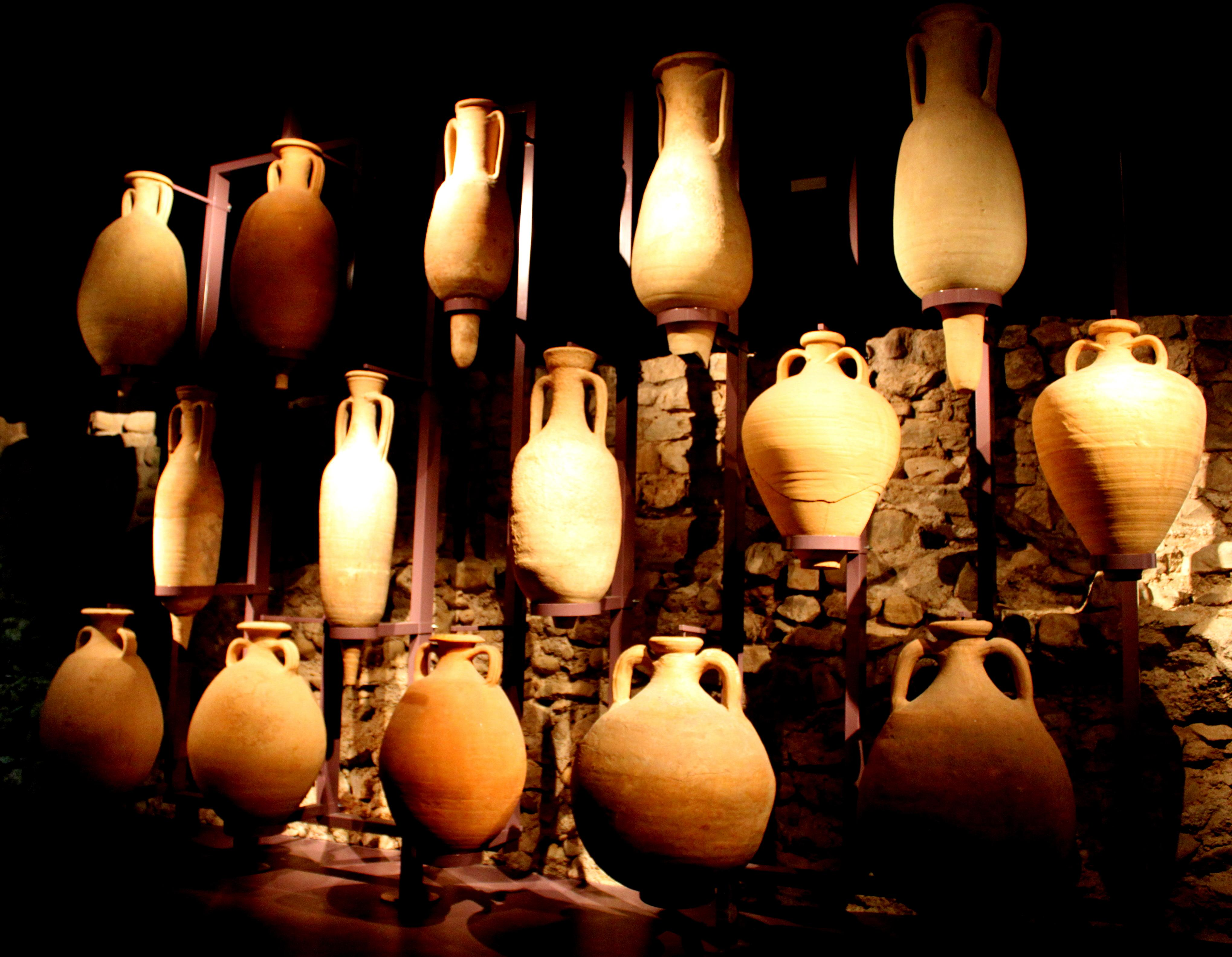
Посуд